# Harbansus bradmyersi
Harbansus bradmyersi is een mosselkreeftjessoort uit de familie van de Philomedidae. De wetenschappelijke naam van de soort is voor het eerst geldig gepubliceerd in 1978 door Kornicker.